# Robbi, Tobbi und das Fliewatüüt
Robbi, Tobbi und das Fliewatüüt ist ein Kinderbuch des Sylter Autors Boy Lornsen aus dem Jahre 1967. Es erschien im Verlag K. Thienemann, Stuttgart mit Illustrationen von Franz Josef Tripp. Das 256-seitige Buch wurde in die Auswahlliste des Deutschen Jugendbuchpreises aufgenommen.

## Figuren

### Tobbi
Der Erfinder Tobias Findteisen, genannt Tobbi, besucht die dritte Klasse der Volksschule. Seine Erfindung besitzt folgende Eigenschaften:

„1. Ein Fliewatüüt kann fliegen wie ein Hubschrauber, deshalb Flie.

2. Es kann wie eine Ente auf dem Wasser schwimmen, deshalb wa.

3. Es kann aber auch auf der Straße fahren, genau wie ein Auto, nur viel langsamer. Autos „tüüten“ sehr häufig, deshalb tüüt.“

Angetrieben wird das Fahrzeug mit Himbeersaft aus dem Vorratskeller.

### Robbi
ROB 344-66/IIIa, genannt Robbi, geht in die dritte Klasse der Robotschule. Dort gibt es jedes Jahr eine große Roboterprüfung mit praktischem und theoretischem Teil. Diesmal hat Robbi die Aufgabe bekommen, eine Erfindung nachzubauen. Dazu hat er heimlich nachts die Konstruktionspläne für das Fliewatüüt von Tobbi fotografiert.
Eines Nachts besucht Robbi den Erfinder Tobbi. Robbi spricht mit einer Computerstimme, deren Eigenart es ist, dem Text ein wiederkehrendes „klick“ hinzuzufügen:

„Den habe ich mir – klick – sozusagen heimlich ausgeliehen. Ich habe ihn eines Nachts fotografiert, als du zu Hause in deinem Bett fest schliefst. Ich weiß, das ist – klick – nicht ganz richtig, ich hätte dich zuerst um deine Erlaubnis bitten sollen.“

Robbi möchte zum einen das Fliewatüüt vorführen, vor allem aber Tobbi bei den theoretischen Aufgaben um Hilfe bitten:

„1. Suche den gelb-schwarz-geringelten Leuchtturm. Frage: Wieviele Treppenstufen hat er?

2. Wer steht am Nordpol und fängt mit „Z“ an?

3. Suche die dreieckige Burg mit den dreieckigen Türmen und ergründe ihr Geheimnis!“

Robbi darf sich einen kleinen Menschenfreund suchen, der bei der Lösung der Aufgaben hilft, er muss aber auch in die dritte Klasse gehen. Daraufhin verreist er mit Tobbi im Fliewatüüt, um die Antworten vor Ort zu finden.

## Inhalt
Die Geschichte wird in 17 Kapiteln erzählt, die im Buch nur mit ihrer Nummer überschrieben, der Übersicht wegen hier aber mit einer Inhaltsbeschreibung versehen sind:

### Kapitel 1: Tütermoor
Tobbi wohnt gewöhnlich in der Großstadt. Weil seine Eltern aber nach Kanada verreisen mussten und gerade Sommerferien sind, verbringt er einige Zeit bei seiner Tante auf dem Land in Tütermoor. Er hat sich einen Schnupfen eingefangen und muss deswegen im Bett liegen bleiben. Dort geht er seine Erfindung noch einmal durch und erklärt sie auch seiner Tante. Dabei bittet er, sie möge mehr Himbeersaft bevorraten, weil es sich dabei um den Treibstoff für das Fliewatüüt handele.

### Kapitel 2: Besuch von Robbi
Robbi erzählt bei seinem Besuch von Tobbi ein wenig, wie es in seiner Schule zugeht, dann erst erwähnt er das Fliewatüüt. Robbi hat die Aufgaben als Lochstreifen und als Streifen in Buchstabenschrift dabei. Letztere zerreißt Tobbi in passende Stücke, damit Robbi sie in ein Schulheft einkleben kann, um es besser lesen zu können. Vor der Abreise hinterlässt Tobbi noch eine Nachricht an Tante Paula, dass sie sich keine Sorgen machen soll.

### Kapitel 3: Proviant
Robbi kann durch Wände gucken, wenn sie nicht allzu dick sind, und so beim Verlassen des Hauses überprüfen, ob Tante Paula wirklich schläft. Da die Haustür abgeschlossen ist, öffnet Robbi sie mit seinem Werkzeug und verschließt sie hinterher wieder. Weil Robbi nur wenig Himbeersaft auftreiben konnte und Tante Paula nicht wach werden soll, holt er mit seinem Teleskoparm noch 18 Flaschen durch einen Lüftungsschlitz aus dem Keller. Anschließend nimmt er noch ein wenig Proviant für Tobbi mit.

### Kapitel 4: Begegnung mit Karl-Eduard Fruchtpelle
Robbi und Tobbi probieren nach einem kurzen Flug auf einer unbelebten Straße aus, ob das Fliewatüüt auch einwandfrei fährt. Dabei fühlt sich der plötzlich entgegenkommende Apfelsinengroßhändler Karl-Eduard Fruchtpelle grundlos geblendet. Er hat gerade finanzielle Sorgen und ist deswegen erregt. Robbi und Tobbi beschließen einen Blitzstart, woraufhin Fruchtpelle glaubt, Gespenster zu sehen. Kurz bevor die beiden den ersten Leuchtturm erreichen, schläft Tobbi ein, woraufhin Robbi an einer Flussinsel im Wasser landet und den Anker auswirft.

### Kapitel 5: Leuchtturmsuche
Am nächsten Tag umkreisen Robbi und Tobbi mehrere Leuchttürme und auch einen Radarturm, dessen Besatzung ein UFO vermutet und zwei Düsenjäger entsendet. Robbi kann die Radarstrahlen orten und Funkgespräche mithören. So kann man sich gerade noch rechtzeitig im Schilf verstecken.
Auf dem offenen Meer landen Robbi und Tobbi auf einem etwa 180 Meter langen Schiff, um nach dem Weg zu fragen. Der Bootsmann begrüßt die beiden unfreundlich und muss erst von Robbi zurechtgewiesen werden. Dann bekommen die beiden Besucher eine Seekarte mit eingezeichnetem Standort des gesuchten Leuchtturms vom Kapitän.

### Kapitel 6: Besuch des Leuchtturms
Nach zwei Tagen erreicht das Fliewatüüt den gelbschwarz geringelten Leuchtturm. Er steht mitten im Meer und sein Wärter, der Glückliche Matthias, lebt seit 35 Jahren ununterbrochen auf ihm und freut sich über den Besuch. Nach dem Treppensteigen sind sich alle einig: Der Leuchtturm besitzt 177 Stufen. Es gibt Bratkartoffeln mit Spiegelei und Schinken, wobei Robbi beim Kartoffelschälen mit hoher Geschwindigkeit glänzt.

### Kapitel 7: Fahrt zum ewigen Eis
Am nächsten Morgen lässt sich das Fliewatüüt mangels Himbeersaft nicht mehr starten. Wieder auf dem Leuchtturm überlegen alle drei, was man tun könne. Robbi kann über Ersatztreibstoffe Auskunft geben, man muss ihn aber nach konkreten Flüssigkeiten fragen. So schaut der glückliche Matthias in seiner Rumpelkammer nach Flüssigkeiten: Terpentin – nein, Salmiakgeist – nein, Maggiwürze – nein, Petroleum – nein, Blaue Lackfarbe – nein, Schmieröl – nein, Bohnerwachs – nein, Teer – nein, Heringslake – nein, Lebertran – Lebertran geht! Es ist aber nur eine unbedeutende Menge davon vorhanden.
Lebertran gibt es bei den Eskimos, wo Robbi und Tobbi für die nächste Aufgabe sowieso hinreisen wollen. Nach einigem Überlegen ruft Matthias durch dreimaliges Klopfen an dem Leuchtturm – der Schall setzt sich unter Wasser fort – den Schnellen Fridolin, einen Delphin, und verabredet für den nächsten Tag eine Schleppfahrt zur Eisgrenze für drei Heringe am Tag plus weitere drei am Ziel. Den restlichen Tag baut man Skier aus Holz und setzt sie unter das Fliewatüüt, damit sich das Fahrgestell bei der schnellen Fahrt nicht verbiegt.
Der Schnelle Fridolin zieht das Fliewatüüt mit über 40 Kilometern pro Stunde auch in der Nacht, so dass die Fahrt nur dreieinhalb Tage dauert. Einmal betätigt Tobbi versehentlich einen Hebel, wodurch der Rotor ausklappt und durch den Fahrtwind das Fliewatüüt etwa drei bis vier Meter über dem Wasser fliegen lässt.
Am Morgen des dritten Tages wird es so kalt, dass Tobbi all seine Kleidungsstücke übereinander anzieht und immer noch friert. Dann ist Eis in Sicht, welches die Roboteraugen fünf Minuten eher sehen.

### Kapitel 8: Bei den Eskimos
Auf dem Eis machen Robbi und Tobbi erst einmal mit Petroleum, das ihnen der Glückliche Matthias mitgegeben hat, und Holz von der Verpflegungskiste Feuer. Als Feuerzeug dient ein Finger von Robbi, der nach Drücken der grünen Taste an seinem Bauch glühen kann. Ein mit Maschinenöl getränkter Lappen produziert schwarzen Rauch als Notsignal, woraufhin zwei Eskimokinder mit einem Hundeschlitten eintreffen, Nana und seine kleine Schwester Nunu. Sie ziehen Tobbi ihre Reservekleidung an und bewahren ihn dadurch vor dem Erfrieren. Außerdem haben sie Lebertran dabei, womit das Fliewatüüt wieder starten kann. So fliegen Robbi und Nunu mit dem Fliewatüüt und fahren Nana und Tobbi mit dem Schlitten zur Familie der beiden Eskimos. Robbi muss auf Nunus Wunsch Kurven und Achten fliegen, was ihm aber immer schlechter gelingt. Schließlich landet er unsanft am Ziel und ist nicht mehr ansprechbar. Tobbi entnimmt ihm seine Notfallrolle und versucht ihn entsprechend den Anweisungen zu starten, woraufhin er nach einigen Minuten wieder funktioniert.
Die Familie wohnt in einem Iglu und betreibt eine Lebertranfabrik, bei der es sich aber im Wesentlichen nur um einen großen Kochtopf unter freien Himmel handelt. Die Polarstation gehört zwar zu den Kunden der Familie, man kann sich aber nicht an den Namen des Forschers erinnern.

### Kapitel 9: Besuch des Nordpols
Am Morgen des nächsten Tages bekommen Robbi und Tobbi fünf große Seehundbeutel voll Lebertran und Proviant für die dreitägige Reise zur Polarstation. Robbi und Nunu sowie Tobbi und Nana wechseln sich dabei mit Fliegen und Schlittenfahren ab. Unterwegs sieht man Polarlichter und begegnet einem Eisbären, den Robbi aber vertreiben kann, indem er seinen erhitzten Daumen per Teleskoparm an die Nase des Bären hält.
In der Polarstation, ebenfalls ein Iglu, wohnt Professor Obenauf, was Robbi und Tobbi mangels „Z“ zunächst enttäuscht. Die Gemeinheit bei der Frage besteht nämlich darin, dass nach dem Vornamen gefragt ist, noch dazu nach einem von Obenauf nicht verwendeten. Schließlich erfahren sie aber doch die Lösung: Zacharias Peter Paul Obenauf.
Professor Obenauf kann einen wichtigen Hinweis für die dritte Aufgabe geben: Die sonderbarsten Burgen gebe es in Schottland.

### Kapitel 10: Flug nach Schottland
Robbi und Tobbi fliegen von der Polarstation direkt nach Schottland. Der Lebertran ist sparsamer im Verbrauch als Himbeersaft und obendrein läuft das Fliewatüüt damit besonders ruhig. Am Mittag des dritten Tages begegnen sie einer Graugans, die in Schottland geboren wurde und deswegen den genauen Kurs dorthin zeigen kann. Am Abend ist Land in Sicht. Robbi und Tobbi suchen aus der Luft nach Burgen, bis die Rotorwelle heiß läuft und sie in einem See notlanden müssen, der sich als Loch Ness herausstellt.
Die beiden begegnen dann dem Seeungeheuer Nessie. Es klagt sein Leid mit den Reportern und beklagt außerdem, nicht zu wissen, wie groß es sei. Deswegen vermessen Robbi und Tobbi das Ungeheuer: 54,36 m hoch und 65,13 m lang. Tobbi deponiert den Zettel mit dem Ergebnis in Nessies hohlem Zahn. Da Nessie trotz seines großen Kopfs von geringer Intelligenz zu sein scheint, erwartet Tobbi keine Antwort auf die Frage nach einer dreieckigen Burg. Nessie hat aber einmal Reporter belauscht und kennt deswegen den Namen: Plumpudding Castle.

### Kapitel 11: Auf den Weg zu Plumpudding Castle
Um nach dem Weg zu Plumpudding Castle zu fragen, hat sich Tobbi einen Trick überlegt. Er fragt auf der Landstraße einen Polizisten und gibt sich als Millionär aus, der eine Burg kaufen möchte. Robbi spielt dabei mit Pelzmütze und -jacke verkleidet seinen Fahrer. Der Trick funktioniert: Die Burg liege hinter Littletown. Nachts steige dort gelber Rauch auf, es solle dort spuken und in der Umgebung verschwänden silberne Löffel.
Robbi und Tobbi finden Plumpudding Castle und sehen dort tatsächlich gelben Rauch aufsteigen. Sie verstecken das Fliewatüüt in einem Wäldchen und überwinden mit Robbis Teleskoparm die Burgmauer. Dann treten sie ins Hauptgebäude ein.

### Kapitel 12: Begegnung mit der Maus Polly
Robbi und Tobbi werden von einer krakeligen Leuchtschrift gewarnt: Halt, keinen Schritt weiter! Sie lassen sich aber nicht beirren und kommen zu einer Ahnengalerie. Ein Bild ist mit „Sir Josuha der Erste von Plumpudding, genannt der Zaubergraf“ beschriftet, zeigt aber nur eine Silhouette, gerade so, als wäre jemand aus dem Bild herausgestiegen. Robbis Röntgenaugen sehen ein Loch hinter dem Bild und Tobbi gelingt es, eine geheime Verriegelung am Bilderrahmen zu finden. Die beiden klettern durch einen engen Gang und stehen dann vor einer Granitwand. Bei den dicken Wänden versagt Robbis Fähigkeit, durch Wände zu schauen, so dass sie nicht weiter kommen.
Da meldet sich die Maus Polly, die vom Schloßgespenst Ghosty berichtet und weiß, wie man die Wand versenken kann. So stehen alle drei in der Waffenkammer von Plumpudding Castle.

### Kapitel 13: Das Schlossgespenst Ghosty
In der Waffenkammer erscheint das Schlossgespenst Ghosty, wobei es gelbe Erbsen regnet. Polly ist das Zeremoniell vertraut und bittet, die Erbsen als Wintervorrat für sich aufzuheben. Ghosty kann nicht dazu überredet werden, Auskunft über das Geheimnis von Plumpudding Castle zu geben. Als Robbi versucht, es mit seinem Teleskoparm zu greifen, kann es sich sofort aus der Umklammerung befreien und macht sich wieder auf den Weg.
Das Schloss ist zu groß, als dass Polly alle Räume kennen würde. So irrt man zu dritt durch die Gemäuer. Als die leeren Ritterrüstungen aus der Waffenkammer angerannt kommen, streut Tobbi die Erbsen, um sie abzuhängen.

### Kapitel 14: Die geheimnisvolle Maschine
Robbi, Tobbi und Polly gelangen auf den Burghof und sehen, wie Vögel Besteck in ein Loch fallen lassen. Bei näherer Untersuchung handelt es sich um eine Rutsche. Das interessiert Polly, die daraufhin ebenfalls hinunterrutscht. Robbi und Tobbi bleibt nichts anderes übrig, als hinterher zu rutschen, woraufhin die beiden auf einem großen Berg von silbernen Gegenständen landen. In dem Raum gibt es eine rätselhafte, mit Feuer betriebene Maschine. Außerdem erscheint Ghosty mit Brennmaterial und entfacht mit viel Pusten das Feuer.

### Kapitel 15: Der Zaubergraf
Auf einmal betritt ein Mann den Raum, der Robbi und Tobbi von der Silhouette der Ahnengalerie bekannt ist. Er hat die leeren Ritterrüstungen in Gang gesetzt und berichtet davon, Silber in Gold zu verwandeln. Robbi hält das für Quatsch, drückt die goldene Taste an seinem Bauch und produziert damit ein imposantes Schauspiel mit Funkenregen. Dann zerbricht er den Zauberstab des Mannes, der daraufhin entschwindet. Die zu explodieren drohende Maschine kann mit Wasser, das Ghosty eilig herbeischafft, gelöscht werden.
Dann erzählt Ghosty die ganze Geschichte: Ghosty sei früher auf einem anderen Schloss gewesen, nach Erbauung von Plumpudding Castle aber umgezogen. Der Erbauer Sir Joshua sei zu Lebzeiten von einem Krieg in den nächsten gezogen und habe sich dann auf das Zaubern verlegt. Er sei der gefürchtetste Zauberer im großen Umkreis gewesen, aber sein Traum, Silber in Gold zu verwandeln, sei ihm nicht gelungen. Auch eine Goldmaschine habe nicht funktioniert, da die Technik noch sehr primitiv gewesen sei. Er habe sich deswegen vorgenommen, zu einem späteren Zeitpunkt noch einmal auf die Welt zu kommen, wenn die Technik weiter fortgeschritten sei. Vor einem Jahr, als der letzte Plumpudding längst gestorben und Plumpudding Castle verlassen gewesen sei, sei er dann aus seinem Bilderrahmen getreten. Er habe Ghosty gedroht, es müsse die Maschine mitbauen und betreiben, sonst werde er seinen Kopf fest auf den Körper zaubern, so dass es nicht mehr gespenstern könne. Gold zu erzeugen habe aber nie funktioniert.

### Kapitel 16: Benachrichtigung der Polizei
Tobbi begibt sich mit seinem ersten Alleinflug zur Polizei nach Littletown. Dort trifft er auf verzweifelte Polizisten, die den Fall mit den verschwindenden Silbergegenständen nicht aufklären können. So freuen sie sich über Tobbis Nachricht und eilen sofort nach Plumpudding Castle. Zur gleichen Zeit repariert Robbi die defekte Zugbrücke und Ghosty holt das gestohlene Silber aus dem Keller herauf. Dann kommen die Polizisten und nehmen es mit.

### Kapitel 17: Der Rückflug
Robbi und Tobbi fliegen in vier Tagen von Plumpudding Castle zurück nach Hause. Dabei schreibt Tobbi den Bericht für die dritte Aufgabe:
Auf der dreieckigen Burg Plumpudding Castle konnte ein kleines und ein großes Geheimnis entdeckt werden. Das kleine Geheimnis hieß Ghosty und war ein Burggespenst. Es war sehr nett, obwohl es zuerst verbittert wirkte. Bei dem Hauptgeheimnis von Plumpudding Castle handelte es sich um eine Goldmaschine. Die sollte Silber oder Kupfer in Gold umwandeln, was aber nicht funktionierte. Der Erfinder hieß Sir Joshua von Plumpudding Castle, der sich auch „Zaubergraf“ nannte. Er entstieg seinem Ahnenbild (wie so etwas möglich ist, konnte nicht aufgeklärt werden). Er war böse und gefährlich. Er löste sich glücklicherweise in Rauch auf, sobald sein Zauberstab zerbrochen wurde. Später stand er wieder in seinem Bilderrahmen, als ob nichts geschehen wäre. Zu all dem muss man sagen, dass auf Schottischen Burgen Dinge passieren, die nicht aufzuklären sind. Ghosty, dem Burggespenst, und Polly MacMouse gebührt Dank für ihre freundliche Hilfe.

Robbi (Rob 344-66/III a)
Nach 16 Tagen, 23 Stunden und 13 Minuten ist das Fliewatüüt wieder in Tütermoor. Robbi überreicht noch ein Blechplättchen mit der Telefonnummer seiner Schule: Tobbi müsse nur anrufen, dann komme er zu Besuch.

## Hörspiel- und Hörbuchfassungen
Es gibt bis heute mehrere bekannte Hörspielversionen:
- WDR-Hörspiel aus dem Jahre 1968 u. a mit Jürgen von Manger als Sprecher und Heinz-Dieter Köhler in der Regie
- Intercord-Hörspiel aus den Jahren 1972/1973 auf drei LPs[1] oder MCs mit u. a. Sigi Harreis als Tante Paula, Dieter Eppler als Robbi, Helmut Wöstmann als Funker Charly auf Richard Tony III und Robert Rathke als Glücklicher Matthias. Diese Version orientiert sich inhaltlich am Buch. Es tritt das Gespenst Ghosty auf und der Zaubergraf ist ein echter Zauberer. Im Detail hält sie sich aber nicht an die Vorgaben: Die Dialoge sind nicht wörtlich übernommen und Robbi spricht nicht mit einem sich regelmäßig wiederholenden Klick.
- Karussell-Hörspiel aus dem Jahre 1991 auf zwei CDs oder MCs
- Von Der Audio Verlag (DAV) existiert eine Ausgabe aus dem Jahre 2005, die auf dem Cover mit made by WDR warb, also der ersten Version von 1968. Tatsächlich befand sich auf den zwei CDs die Karussell-Version von 1991.
- Der Audio Verlag brachte 2006 eine dreiteilige Hörbuchversion mit jeweils zwei CDs[2] und einer Gesamtspielzeit von 460 Minuten, gelesen von Stefan Kaminski. Dabei handelt es sich um eine ungekürzte Lesung des Buchs von Boy Lornsen.
- Bei Hörbuch Hamburg erschien 2013 eine dreiteilige Lesung von Dietmar Bär, ebenfalls ungekürzt auf jeweils zwei CDs

## Verfilmung

### Fernsehfilm
Nach der Buchvorlage produzierte der WDR einen gleichnamigen Fernsehfilm in vier Teilen.

### Kinofilm
2016 entstand unter der Regie von Wolfgang Groos ein Kinofilm, der sich allerdings nur marginal an das Buch von Boy Lornsen hält.